# Ключі (Аскінський район)
Ключі́ (рос. Ключи, башк. Ключи) — село у складі Аскінського району Башкортостану, Росія. Адміністративний центр Ключівської сільської ради.
Населення — 170 осіб (2010; 236 у 2002).
Національний склад:
- росіяни — 50 %
- татари — 29 %